# Kévin Hoggas
Kévin Hoggas (Besançon, 16 november 1991) is een Frans voetballer die sinds de zomer van 2021 uitkomt voor Waasland-Beveren. Hoggas is een middenvelder.

## Biografie
Hoggas stroomde in het seizoen 2009/10 door naar het eerste elftal van Racing Besançon, een club uit zijn geboortestad Besançon. Na het faillissement van de club in 2012 trok hij naar ASM Belfort. Mede dankzij de sterke prestaties van Hoggas promoveerde de club in 2015 voor het eerst in haar geschiedenis naar de Championnat National, het derde niveau in het Franse voetbal. Hoggas ging echter twéé divisies hoger spelen: hij versierde een transfer naar tweedeklasser Évian Thonon Gaillard FC. De passage van Hoggas bij de club uit Annecy draaide echter uit op een teleurstelling: Hoggas was in de Ligue 2 weliswaar een vaste waarde, maar de club eindigde op een degradatieplaats en kreeg door financiële problemen zelfs een extra degradatie. Hoggas kon dankzij zijn transfer naar Football Bourg-en-Bresse Péronnas 01 echter in de Ligue 2 blijven spelen. 
In januari 2018 waagde Hoggas zich aan zijn eerste buitenlandse avontuur: hij ondertekende een contract van 3,5 jaar bij Cercle Brugge. Met Cercle promoveerde hij na enkele maanden al naar Eerste klasse. Daar maakte de nieuwe trainer Laurent Guyot amper gebruik van hem. Onder diens opvolgers Fabien Mercadal en Bernd Storck kreeg hij een nieuwe kans.
In de zomer van 2021 maakte Hoggas de overstap naar Waasland-Beveren.

## Statistieken
| Seizoen        | Club                  | Land               | Competitie      | Competitie | Competitie | Beker | Beker | Internationaal | Internationaal | Totaal | Totaal |
| Seizoen        | Club                  | Land               | Competitie      | Wed.       | Dlp.       | Wed.  | Dlp.  | Wed.           | Dlp.           | Wed.   | Dlp.   |
| -------------- | --------------------- | ------------------ | --------------- | ---------- | ---------- | ----- | ----- | -------------- | -------------- | ------ | ------ |
| 2009/10        | Besançon RC           | Vlag van Frankrijk | CFA             | 4          | 0          | 0     | 0     | —              | —              | 4      | 0      |
| 2010/11        | Besançon RC           | Vlag van Frankrijk | CFA             | 15         | 0          | 1     | 0     | —              | —              | 16     | 0      |
| 2011/12        | Besançon RC           | Vlag van Frankrijk | National        | 21         | 1          | 0     | 0     | —              | —              | 21     | 1      |
| 2012/13        | ASM Belfort           | Vlag van Frankrijk | CFA             | 31         | 6          | 2     | 0     | —              | —              | 33     | 6      |
| 2013/14        | ASM Belfort           | Vlag van Frankrijk | CFA             | 29         | 1          | 1     | 0     | —              | —              | 30     | 1      |
| 2014/15        | ASM Belfort           | Vlag van Frankrijk | CFA             | 29         | 11         | 0     | 0     | —              | —              | 29     | 11     |
| 2015/16        | Évian Thonon Gaillard | Vlag van Frankrijk | Ligue 2         | 36         | 7          | 5     | 1     | —              | —              | 41     | 8      |
| 2016/17        | Bourg-en-Bresse 01    | Vlag van Frankrijk | Ligue 2         | 34         | 5          | 2     | 0     | —              | —              | 36     | 5      |
| 2017/18        | Bourg-en-Bresse 01    | Vlag van Frankrijk | Ligue 2         | 17         | 0          | 2     | 0     | —              | —              | 19     | 0      |
| 2017/18        | Cercle Brugge         | Vlag van België    | Eerste klasse B | 8          | 0          | 0     | 0     | —              | —              | 8      | 0      |
| 2018/19        | Cercle Brugge         | Vlag van België    | Eerste klasse A | 6          | 0          | 1     | 0     | —              | —              | 7      | 0      |
| 2019/20        | Cercle Brugge         | Vlag van België    | Eerste klasse A | 18         | 6          | 0     | 0     | —              | —              | 18     | 6      |
| 2020/21        | Cercle Brugge         | Vlag van België    | Eerste klasse A | 32         | 1          | 1     | 0     | —              | —              | 33     | 1      |
| 2021/22        | Waasland-Beveren      | Vlag van België    | Eerste klasse B | 5          | 3          | 0     | 0     | —              | —              | 5      | 3      |
| Carrièretotaal | Carrièretotaal        | Carrièretotaal     | Carrièretotaal  | 285        | 41         | 15    | 1     | 0              | 0              | 302    | 42     |